# Gymnastik under sommer-OL 2024
Gymnastik under Sommer-OL 2024 fandt sted den 27. juli - 10. august 2024 i Bercy Arena og Porte de La Chapelle Arena. Gymnastik er opdelt i tre forskellige hovedområder ved OL i 2024. Det drejede sig om idrætsgymnastik, trampolin og rytmisk Gymnastik. I idrætsgymnastik deltager der 98 gymnaster af hvert køn og i trampolin deltager der 16 udøvere af hvert køn, mens der i rytmisk gymnastik deltager 96 damer.

## Medaljeoversigt

### Medaljetabel
*   Værtsnation ( Frankrig)
| Rank            | NOC                           | Guld | Sølv | Bronze | Total |
| --------------- | ----------------------------- | ---- | ---- | ------ | ----- |
| 1               | USA                           | 3    | 1    | 6      | 10    |
| 2               | Japan                         | 3    | 0    | 1      | 4     |
| 3               | Kina                          | 2    | 6    | 3      | 11    |
| 4               | Filippinerne                  | 2    | 0    | 0      | 2     |
| 5               | Brasilien                     | 1    | 2    | 1      | 4     |
| 6               | Italien                       | 1    | 1    | 2      | 4     |
| –               | Individuelle neutrale atleter | 1    | 1    | 0      | 2     |
| 7               | Storbritannien                | 1    | 0    | 2      | 3     |
| 8               | Tyskland                      | 1    | 0    | 0      | 1     |
| 8               | Irland                        | 1    | 0    | 0      | 1     |
| 8               | Algeriet                      | 1    | 0    | 0      | 1     |
| 11              | Bulgarien                     | 0    | 1    | 0      | 1     |
| 11              | Israel                        | 0    | 1    | 0      | 1     |
| 11              | Kasakhstan                    | 0    | 1    | 0      | 1     |
| 11              | Armenien                      | 0    | 1    | 0      | 1     |
| 11              | Colombia                      | 0    | 1    | 0      | 1     |
| 11              | Ukraine                       | 0    | 1    | 0      | 1     |
| 17              | Grækenland                    | 0    | 0    | 1      | 1     |
| 17              | Kinesisk Taipei               | 0    | 0    | 1      | 1     |
| 17              | Canada                        | 0    | 0    | 1      | 1     |
| Total (19 NOCs) | Total (19 NOCs)               | 17   | 17   | 18     | 52    |

### Idrætsgymnastik

#### Mænd
| Hold             | Japan · Daiki Hashimoto · Kaya Kazuma · Shinnosuke Oka · Takaaki Sugino · Wataru Tanigawa | Kina · Liu Yang · Su Weide · Xiao Ruoteng · Zhang Boheng · Zou Jingyuan | USA · Asher Hong · Paul Juda · Brody Malone · Stephen Nedoroscik · Fred Richard |  |  |  |
| Mangekamp        | Shinnosuke Oka · Japan                                                                    | Zhang Boheng · Kina                                                     | Xiao Ruoteng · Kina                                                             |  |  |  |
|                  |                                                                                           |                                                                         |                                                                                 |  |  |  |
| Øvelse på gulv   | Carlos Yulo · Filippinerne                                                                | Artem Dolgopyat · Israel                                                | Jake Jarman · Storbritannien                                                    |  |  |  |
| Bensving         | Rhys McClenaghan · Irland                                                                 | Nariman Kurbanov · Kasakhstan                                           | Stephen Nedoroscik · USA                                                        |  |  |  |
| Ringe            | Liu Yang · Kina                                                                           | Zou Jingyuan · Kina                                                     | Eleftherios Petrounias · Grækenland                                             |  |  |  |
| Spring over hest | Carlos Yulo · Filippinerne                                                                | Artur Davtyan · Armenien                                                | Harry Hepworth · Storbritannien                                                 |  |  |  |
| Barre            | Zou Jingyuan · Kina                                                                       | Illia Kovtun · Ukraine                                                  | Shinnosuke Oka · Japan                                                          |  |  |  |
| Reck             | Shinnosuke Oka · Japan                                                                    | Ángel Barajas · Colombia                                                | Zhang Boheng · Kina                                                             |  |  |  |
| Reck             | Shinnosuke Oka · Japan                                                                    | Ángel Barajas · Colombia                                                | Tang Chia-hung · Kinesisk Taipei                                                |  |  |  |

#### Kvinder
| Hold             | USA · Simone Biles · Jade Carey · Jordan Chiles · Sunisa Lee · Hezly Rivera | Italien · Angela Andreoli · Alice D'Amato · Manila Esposito · Elisa Iorio · Giorgia Villa | Brasilien · Rebeca Andrade · Jade Barbosa · Lorrane Oliveira · Flávia Saraiva · Júlia Soares |  |  |  |
| Mangekamp        | Simone Biles · USA                                                          | Rebeca Andrade · Brasilien                                                                | Sunisa Lee · USA                                                                             |  |  |  |
|                  |                                                                             |                                                                                           |                                                                                              |  |  |  |
| Spring over hest | Simone Biles · USA                                                          | Rebeca Andrade · Brasilien                                                                | Jade Carey · USA                                                                             |  |  |  |
| Forskudt barre   | Kaylia Nemour · Algeriet                                                    | Qiu Qiyuan · Kina                                                                         | Sunisa Lee · USA                                                                             |  |  |  |
| Bom              | Alice D'Amato · Italien                                                     | Zhou Yaqin · Kina                                                                         | Manila Esposito · Italien                                                                    |  |  |  |
| Øvelse på gulv   | Rebeca Andrade · Brasilien                                                  | Simone Biles · USA                                                                        | Jordan Chiles · USA                                                                          |  |  |  |

### Rytmisk gymnastik
| Mesterskaber | Guld                                                                        | Sølv                                                                                   | Bronze                                                                                            |
| ------------ | --------------------------------------------------------------------------- | -------------------------------------------------------------------------------------- | ------------------------------------------------------------------------------------------------- |
| Hold         | Kina · Guo Qiqi · Hao Ting · Huang Zhangjiayang · Wang Lanjing · Ding Xinyi | Israel · Ofir Shaham · Diana Svertsov · Adar Friedmann · Romi Paritzki · Shani Bakanov | Italien · Alessia Maurelli · Martina Centofanti · Agnese Duranti · Daniela Mogurean · Laura Paris |
| Individuelt  | Darja Varfolomeev · Tyskland                                                | Boryana Kaleyn · Bulgarien                                                             | Sofia Raffaeli · Italien                                                                          |

### Trampolin
| Mesterskaber           | Guld                                             | Sølv                                                    | Bronze                   |
| ---------------------- | ------------------------------------------------ | ------------------------------------------------------- | ------------------------ |
| Mændenes individuelt   | Ivan Litvinovich · Individuelle neutrale atleter | Wang Zisai · Kina                                       | Yan Langyu · Kina        |
| Kvindernes individuelt | Bryony Page · Storbritannien                     | Viyaleta Bardzilouskaya · Individuelle neutrale atleter | Sophiane Méthot · Canada |

## Eksterne kilder
- Rhythmic gymnastics på Olympics.org
- Artistic gymnastics på Olympics.org
- Trampoline gymnastics på Olympics.org